# Сельское хозяйство Румынии

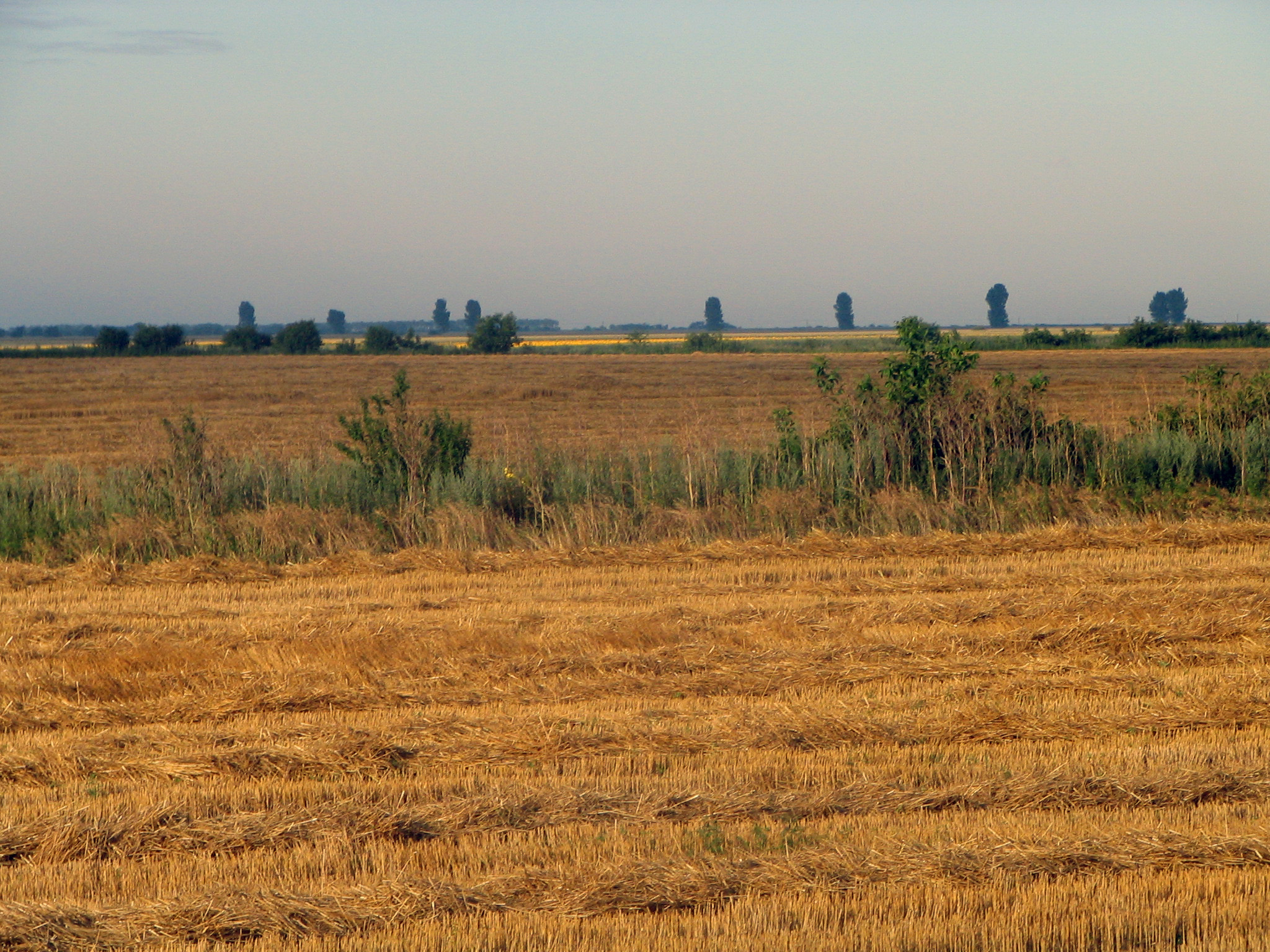
Сельскохозяйственные поля в жудеце Кэлэраши

Румыния имеет сельскохозяйственный потенциал площадью около 14,7 млн га, из которых в качестве пахотных земель используются только 10 млн га. В ноябре 2008 года оценки показали, что 6,8 млн га вообще не используются.
В 2007 году доля сельского хозяйства составила около 6 % ВВП по сравнению с 12,6 % в 2004 году. По состоянию на август 2009 года, около 3 миллионов человек (около 30 % рабочей силы страны) заняты в сельском хозяйстве, по сравнению с 4-5 % в других западных странах. Механизация сравнительно низкая, один трактор приходится на каждые 54 га, в то время как в среднем по ЕС она составляет один трактор на каждые 13 га. Из существующих в Румынии около 170 тысяч тракторов, 80 % стареют или устарели. Во многих регионах страны фермеры до сих пор используют конные сельскохозяйственные инструменты и реле на тягловой силе. В отличие от Западной Европы, где тракторы заменяются после 3000-4000 часов использования, в Румынии они иногда длятся до 12 000 часов.
Основными проблемами, с которыми сталкиваются румынские агрономы, являются отсутствие крупных инвестиций в сельское хозяйство из-за трудностей в получении доступа к имеющимся фондам, дроблении и эрозии почвы, связанных с имущественными тяжбами и устаревшими технологиями. Несколько крупных компаний вошли на румынский рынок, в том числе Smithfield Foods, Cargill, Bunge, Glencore, Lactalis и Meggle. Эти компании впоследствии инвестировали сотни миллионов евро в Румынию.

## Производство

Румынская продукция на рынке в Клуж-Напоке в 2025 году

По данным Национального института статистики, в 2006 году было выращено 991 тыс. га подсолнечника и 191 тыс. га сои. Производство зерновых в 2006 году составило 15,1 млн тонн, в том числе 5,3 млн тонн пшеницы и 8,6 млн тонн кукурузы. В 2007 году сильная засуха уничтожила свыше 60 % посевов. Производство пшеницы впоследствии упало до 3 млн тонн, а цены упали на 25 %. Аналитики утверждали, что это был худший урожай с 1940 года.
Зерновые, фрукты и овощи (тыс. тонн):
| Производственный год | 2000 | 2001 | 2002 | 2003 | 2004 | 2005 | 2006 | 2007 | 2008 | 2009 | 2010 | 2011 |
| -------------------- | ---- | ---- | ---- | ---- | ---- | ---- | ---- | ---- | ---- | ---- | ---- | ---- |
| Пшеница              | 4434 | 7735 | 4421 | 2479 | 7812 | 7340 | 5526 | 3044 | 7181 | 5202 | 5587 | 7192 |
| Картофель            | 3469 | 3997 | 4077 | 3947 | 4230 | 3738 | 4015 | 3712 | 3649 | 4004 | 3258 | 4113 |
| Подсолнечник         | 720  | 823  | 1002 | 1506 | 1557 | 1340 | 1526 | 546  | 1169 | 1098 | 1264 | 1864 |
| Помидоры             | —    | 651  | 658  | 818  | 805  | 379  | 571  | 407  | 536  | 470  | 414  | 560  |
| Яблоки               | —    | 507  | 491  | 811  | 1097 | 611  | 579  | 472  | 455  | 513  | 543  | 624  |

Благодаря Единой сельскохозяйственной политике, Румыния получит 14,5 млрд евро в период между 2007 и 2013 годах, согласно заявлениям Всемирного банка.

## Румынские сельскохозяйственные исследования
Сельскохозяйственные исследования в Румынии развивались в основном за счет Агрономического Научно-исследовательского института (основан в 1927), и после Второй мировой войны через своего преемника, Научно-исследовательского института зерновых и технических культур. Некоторыми из основных румынских сельскохозяйственных ученых являются Ион Ионеску де ла Брад, Георге Ионеску-Шишешти, Nichifor Ceapoiu, Зои Тапу, Александру-Виорел Врынчану, Cristian Hera, Nicolae Н. Săulescu и др.